# Esprainha
Esprainha est une localité de Sao Tomé-et-Principe située au nord-ouest de l'île de São Tomé, au sud de Neves, dans le district de Lembá. C'est une ancienne roça.

## Population
Lors du recensement de 2012, 80 habitants y ont été dénombrés, auxquels il faut ajouter les 40 de Esprainha Mar.

## Roça
De type roça-porto, elle offrait un accès à la mer aux dépendances de Diogo Vaz, auxquelles elle était reliée par une ligne de chemin de fer à voie unique dont on a retrouvé des rails.
Photographies et croquis réalisés en 2011 mettent en évidence la disposition des bâtiments, leurs dimensions et leur état à cette date.

## Biodiversité
Les holotypes de plusieurs espèces de mollusques y ont été découverts, tels que : Cysticus gutta, Gibberula cucculata, Gibberula modica, Gibberula punctillum, Granulina parilis, Marginella spinacia ou Volvarina insulana.